# Arthur Hantzsch

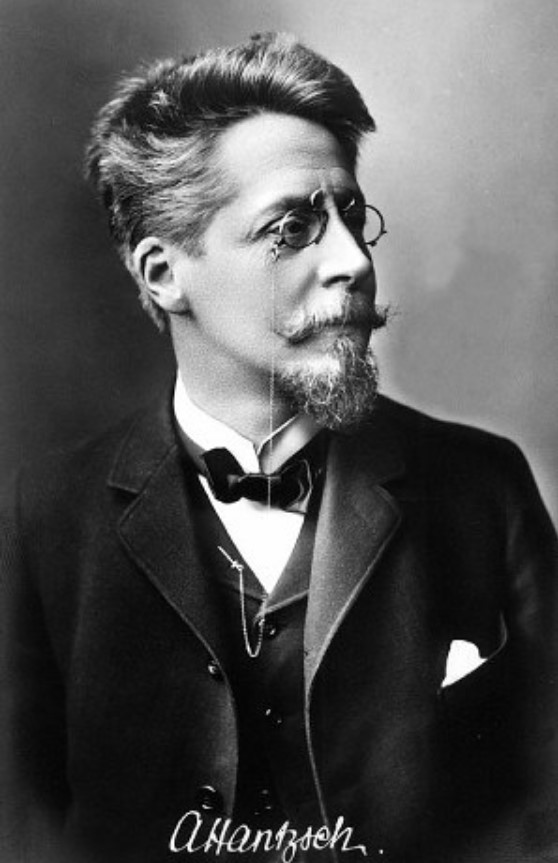
Hantzsch comme professeur à Leipzig en 1903

Arthur Rudolf Hantzsch (né le 7 mars 1857 à Dresde et mort le 14 mars 1935 dans la même ville) était un chimiste, professeur et conseiller privé allemand.

## Biographie
Issu d'une famille de commerçants, Arthur Hantzsch étudia la chimie en 1875, avec Rudolf Schmitt et son assistant Walther Hempel à l'École polytechnique royale saxonne de Dresde. Comme les universités techniques n'ont reçu le droit de décerner des doctorats qu'en 1900, il a déménagé pendant un semestre chez Johannes Wislicenus à l'Université de Würzburg. Il obtint son doctorat en 1880 avec ses travaux sur le paraoxyphénol et certains aldéhydes et alcools dérivés de l'hydroquinone. Au cours de l'année 1880, il s'installe à Berlin pour travailler pendant quelques mois chez AW von Hofmann  puis, à l'automne, il accepte son poste d'assistant auprès de Gustav Wiedemann à l'Institut physico-chimique de l'Université de Leipzig. Il y apprend les méthodes de travail physico-chimiques et donne sa première conférence inaugurale en 1882 sur le thème de la relation entre les propriétés physiques et la constitution chimique. Sa thèse d'habilitation sur la synthèse de composés de type pyridine à partir d'éther acétoacétique et d'aldéhyde ammoniac fut également publiée en 1882 et il reçut un poste de chargé de cours privé.
En 1885, il reçut un appel de l'École polytechnique fédérale de Zurich pour reprendre la chaire vacante de Viktor Meyer en tant que professeur ordinaire. En 1893, il accepte un appel à l'Université de Würzburg pour succéder à Emil Fischer. À Würzburg, il a travaillé au renforcement de la chimie physique. Grâce au décès de Johannes Wislicenus et au soutien de Wilhelm Ostwald, il put reprendre la chaire de chimie à l'Université de Leipzig en 1903. Il y prit sa retraite en 1927 et resta en fonction jusqu'en 1929.
Le premier mariage de Hantzsch fut avec Katharina Schilling, décédée en , sœur de l'architecte de Dresde Rudolf Schilling . En 1908, Hantzsch devient commanditaire de la Dresdner Villenbau-Gesellschaft exploitée par Schilling &amp; Graebner, qui commercialise la colonie de villas Altfriedstein à Niederlößnitz.

## Travail et innovation
Les travaux d'Arthur Hantzsch ont apporté des contributions significatives à la chimie organique, notamment dans les domaines de la synthèse de composés azotés hétérocycliques, de la stéréochimie des composés azotés, de l'électrochimie et de la spectroscopie des composés organiques.
La synthèse de dihydropyridine de Hantzsch qu'il a découverte (dès son habilitation en 1882) porte son nom. À partir de la pyridine, il a synthétisé le thiazole et ses analogues. l'imidazole, l'oxazole et le sélénazole . En 1890, il découvre la synthèse du pyrrole de Hantzsch.
Hantzsch est l'un des homonymes du système Hantzsch-Widman, une nomenclature permettant de décrire les composés chimiques hétérocycliques.
Avec son élève Alfred Werner, il a étudié l'isomérie des oximes et des diazotates. Cela a conduit à une controverse avec Eugen Bamberger. Hantzsch y voyait une forme de syn - anti isomérie.
Lors de l'étude de composés nitrés tels que le phénylnitrométhane (zh), il a introduit le terme de pseudo-acide, qui désigne un composé faiblement acide ou neutre qui, par transformation moléculaire, devient un acide fort (composé Aci). L'auteur présente le concept de pseudo-bases et des composés basiques associés. Il utilise le phénylnitrométhane comme exemple pour illustrer ce concept. Dans une solution acide, le phénylnitrométhane passe lentement de sa forme aci (jaune) à sa forme pseudoacide (incolore). Il est important de noter que les formes aci sont également appelées acides nitriques. À partir de 1906, il s'intéresse à la relation entre la structure chimique et la couleur (également dans le domaine UV) et se rapproche de la théorie de la résonance. Il a également étudié la force relative des acides et a découvert que les acides les plus faibles présentent un comportement basique par rapport aux acides les plus forts. Ce concept a ensuite été étendu au concept acide-base par Johannes Nicolaus Brønsted.

## Récompenses
La Faculté de chimie et de minéralogie de l'Université de Leipzig décerne le prix Arthur Hantzsch aux étudiants pour leurs réalisations au cours de leur première année d'études. Une salle de conférence de l'établissement porte son nom et une plaque de bronze avec un portrait du chimiste créée par Alfred Thiele en 1927 est placée à côté de l'entrée. Il reçut un doctorat honorifique de l'Université technique de Dresde en 1926.
En 1887, il fut élu membre de la Leopoldina. Depuis 1904, il était membre à part entière de l'Académie des sciences de Saxe. En 1926, il fut élu membre externe de l'Académie des sciences de Göttingen.

## Littérature
- (de) Burckhardt Helferich, « Hantzsch, Arthur », dans Neue Deutsche Biographie (NDB), vol. 7, Berlin, Duncker & Humblot, 1966, p. 641–642 (original numérisé).
- Joachim Stocklöv: Arthur Hantzsch: Wegbereiter der physikalischen organischen Chemie. Unter Einbeziehung des Briefwechsels von Arthur Hantzsch mit Wilhelm Ostwald aus den Jahren 1887–1927. ERS-Verlag, 1997,  (ISBN 3-928577-30-1).
- Winfried R. Pötsch (Federführung), Annelore Fischer, Wolfgang Müller: Lexikon bedeutender Chemiker. Harri Deutsch 1989, S. 188.

## Voir également
- Synthèse de dihydropyridine de Hantzsch